# Saint-Martin-de-Bonfossé
Saint-Martin-de-Bonfossé è un comune francese di 543 abitanti situato nel dipartimento della Manica nella regione della Normandia.

## Storia
Nel 1832, Saint-Martin-de-Bonfossé (766 abitanti nel 1831) assorbe Saint-Sauveur-de-Bonfossé (126 abitanti).

## Società

### Evoluzione demografica
Abitanti censiti

## Amministrazione
| Periodo        | Periodo     | Primo cittadino        | Partito      | Carica  | Note  |
| -------------- | ----------- | ---------------------- | ------------ | ------- | ----- |
| 1939           | 1979        | Michel Yver            | RI           | Sindaco | [ 3 ] |
| prima del 2001 | luglio 2002 | Claude Levilly         | Indipendente | Sindaco |       |
| settembre 2002 | marzo 2008  | Marcel Bottin          | Indipendente | Sindaco |       |
| marzo 2008     | in carica   | Yolande Briault-Hébert | Indipendente | Sindaco |       |